# Andrew Lincoln
Andrew James Clutterbuck (* 14. září 1973), lépe známý jako Andrew Lincoln, je britský herec, který je především známý pro svou roli v dramatu od BBC, This Life, a roli Ricka Grimese v televizním seriálu Živí mrtví.

## Dětství
Lincoln se narodil jako Andrew James Clutterbuck v Londýně. Byl nejmladší syn matky z Jižní Afriky, zdravotní sestry, a britského otce, stavebního inženýra. Vyrůstal v Hullu a ve věku 10 let se přestěhoval do Bath. Po dokončení školy Beechen Cliff začal navštěvovat Royal Academy of Dramatic Arts (RADA), kde si změnil své příjmení na Lincoln. Jeho starší bratr, Richard Clutterbuck, vlastní školu Bristol Free.

## Kariéra
Poprvé se objevil na televizní obrazovce v roce 1994 v sitkomu od Channel 4, Drop the Dead Donkey. Jeho přelomová role byla jako Edgar "Egg" Cook, jedna z hlavních postav ve vysoce hodnoceném BBC drama seriálu, This Life. Roli suplujícího učitele Simona Caseyho získal v sitkomu od Channel 4 s názvem Teachers, také si zahrál v seriálu Afterlife. Měl i role v několika filmech, včetně Human Traffic a Láska nebeská a režíroval dvě epizody seriálu Teachers.
Po boku Richarda Armitageho si zahrál v seriálu Protiúder od stanice Sky One a po boku Vanessy Paradisové ve filmu (K)lamač srdcí. V dubnu 2010 získal roli Ricka Grimese v seriálu natočeném podle stejnojmenného komiksu, Živí mrtví.

## Osobní život
10. června 2006 se jeho manželkou stala Gael Andersonová, dcera muzikanta Iana Andersona. Svatební družičkou byla Apple Martinová (dcera Gwyneth Paltrowové a Chrise Martina). Má dvě děti.

## Filmografie

### Televize
| Rok                   | Název                            | Role                | Poznámka                         |
| --------------------- | -------------------------------- | ------------------- | -------------------------------- |
| 1994                  | Drop the Dead Donkey             | Terry               | Epizoda: "Births and Deaths"     |
| 1995                  | N7                               | Andy                |                                  |
| 1996                  | Over Here                        | Caddy               |                                  |
| 1996                  | Doktorka Bramwellová             | Martin Fredericks   | Epizoda 2x3                      |
| 1996–1997             | This Life                        | Edgar "Egg" Cook    | 32 epizod                        |
| 1997                  | Žena v bílém                     | Walter Hartright    |                                  |
| 1999                  | Mersey Blues                     | vypravěč            |                                  |
| 2000                  | Bomber                           | kapitán Willy Byrne |                                  |
| 2000                  | A Likeness in Stone              | Richard Kirschman   |                                  |
| 2001–2003             | Teachers                         | Simon Casey         | 20 epizod                        |
| 2003                  | Trevor's World of Sport          | Mark Boden          | Epizoda 1x1                      |
| 2003                  | Svět podle Lelanda               | Julian Latimer      |                                  |
| 2003                  | Canterburské povídky             | Alan King           | Epizoda: "The Man of Law's Tale" |
| 2004                  | Holby City                       | Přítel pacientky    | Epizoda: "Letting Go"            |
| 2004                  | Whose Baby?                      | Barry Flint         |                                  |
| 2004                  | Lie with Me                      | Will Tomlinson      |                                  |
| 2005–2006             | Afterlife                        | Robert Bridge       | 14 epizod                        |
| 2007                  | This Life + 10                   | Edgar "Egg" Cook    |                                  |
| 2009                  | The Things I Haven't Told You    | DC Rae              |                                  |
| 2009                  | Emily Brontëová: Bouřlivé výšiny | Edgar Linton        |                                  |
| 2009                  | Dobytí Měsíce                    | Michael Collins     |                                  |
| 2010                  | Protiúder                        | Hugh Collinson      |                                  |
| 2010–2018, 2020, 2022 | Živí mrtví                       | Rick Grimes         | hlavní postava, 111 epizod       |
| 2018                  | Živí mrtví: Počátek konce        | Rick Grimes         | Epizoda: "Jaký je váš příběh?"   |

### Film
| Rok  | Název                       | Role               | Poznámka    |
| ---- | --------------------------- | ------------------ | ----------- |
| 1995 | Boston Kickout              | Ted                |             |
| 1998 | Understanding Jane          |                    |             |
| 1999 | Nejlepší přítel člověka     | Muž                | krátký film |
| 1999 | Human Traffic               | Felix              |             |
| 2000 | Nejlepší gangster           | Maxie King         |             |
| 2000 | Offending Angels            | Sam                |             |
| 2003 | Láska nebeská               | Mark               |             |
| 2004 | Nezničitelná láska          | TV producent       |             |
| 2006 | Ve stínu matky              | Christopher Lovell |             |
| 2006 | Comme t'y es belle!         | Paul               |             |
| 2006 | Scény z partnerského života | Jamie              |             |
| 2010 | (K)lamač srdcí              | Jonathan           |             |
| 2010 | Vyrobeno v Dagenhamu        | pan Clarke         |             |

## Ocenění a nominace
| Rok  | Cena           | Kategorie                | Film          | Výsledek  |
| ---- | -------------- | ------------------------ | ------------- | --------- |
| 2004 | PFCS Award     | Nejlepší herec           | Láska nebeská | Nominován |
| 2004 | Empire Award   | Nejlepší nováček         | Láska nebeská | Nominován |
| 2004 | BAFTA TV Award | Nejlepší nový režisér    | Teachers      | Nominován |
| 2007 | Golden Nymph   | Nejlepší herec - drama   | Afterlife     | Výhra     |
| 2010 | Saturn Award   | Nejlepší televizní herec | Živí mrtví    | Nominován |